# ماردي جرا
ماردي جرا (بالفرنسية: Mardi gras) ويعني بالعربية الثلاثاء البدين هو كرنفال سنوي قام في العديد من الدول الغربية يوم الثلاثاء من كل عام الذي يسبق أربعاء الرماد، ويتم في هذا الكرنفال إرتداء الملابس المبهرجة والرقص في الشوارع والأكل بكل شراهة حيث أن هذا اليوم هو اليوم الأخير قبل الصوم الكبير طبقًا للعقيدة المسيحية.

## تاريخ
«ماردي جرا» قريب الصلة بمهرجانات أخرى في أوروبا وفي أميركا الوسطى والجنوبية (مثل مهرجان ريو دي جانيرو في البرازيل). وصل «ماردي غرا» إلى أميركا الشمالية كتقليد كاثوليكي فرنسي في نهاية القرن السابع عشر، عندما كانت فرنسا تحتل ولايات جنوبية، منها ولاية لويزيانا. يوم 3 - 2 - 1699، وصلت إلى ميناء نيواورليانز سفن الملك الفرنسي لويس الرابع عشر لحماية هذه المستعمرات. وكان وصولها مهرجانا كبيرًا. لكن، لم تصبح المهرجانات عادة سنوية إلا بعد مائة عام تقريبًا. ومنذ ذلك الوقت، تتكرر كل عام.

## التقاليد
تتنوع الممارسات الشعبية في احتفالات الماردي جرا وتشمل إرتداء الأقنعة والأزياء، وقلب التقاليد الإجتماعية، والرقص، والمسابقات الرياضية، والمسيرات، وما إلى ذلك. وتظهر تعبيرات مماثلة لماردي جرا في لغات أوروبية أخرى تتقاسم التقليد المسيحي، كما أنه يرتبط مع المتطلبات الدينية ليوم أربعاء الرماد أول أيام الصوم الكبير.
موسم المهرجان يختلف من مدينة إلى مدينة، وتعتبر بعض التقاليد ماردي جرا بين عيد الغطاس أو الليلة الثانية عشرة وأربعاء الرماد. في حين وبحسب تقاليد شعبية أخرى يحل ماردي جرا لمدة ثلاثة أيام قبل أربعاء الرماد. ومن المدن التي تشتهر في إحتفالات ماردي جرا هي ريو دي جانيرو؛ بارانكويلا، موبيل ونيو أورلينز.
يُعد الكرنفال من الإحتفال المهمة في الدول الأنجليكانيّة والكاثوليكية الأوروبية. في المملكة المتحدة وأيرلندا، تبدأ الإحتفالات قبل أسبوع أربعاء الرماد وتسمى «أيام المرافع» والتي تنتهي في ثلاثاء المرافع أو الثلاثاء البدين. ويرافق الإحتفالات العديد من الجوانب الإحتفالية الشعبية. منها تناول الفطائر والخبز المقلي والمعجنات المصنوعة من السكر، والدهون، والبيض عادة في هذه الفترة في أجزاء كثيرة من أمريكا اللاتينية ومنطقة الكاريبي.

## وصلات خارجية
- Traditional Cajun Mardi Gras Celebrations نسخة محفوظة 7 يوليو 2011 على موقع واي باك مشين.
- Mardi Gras in Mobile, Encyclopedia of Alabama
- Prof. Carl Nivale's Compleat Carnival Compendium and Mardi Gras Manual
- Mardi Gras 2014 celebration photos نسخة محفوظة 17 مارس 2015 على موقع واي باك مشين.
- Mardi Gras 2009 celebration photos
- Where to Celebrate Mardi Gras Around the World - slideshow by الغارديان
- Fashion plates featuring historic Mardi Gras costumes from the Metropolitan Museum of Art Libraries